# Chileense parlementsverkiezingen 1949
De Chileense parlementsverkiezingen van 1949 vonden op 6 maart van dat jaar plaats. In de Kamer van Afgevaardigden werd de Partido Radical de grootste en in de Senaat werd de Partido Liberal de grootste.

## Uitslagen

### Kamer van Afgevaardigden
| Coalitie                           | Partijen           | Zetels |
| ---------------------------------- | ------------------ | ------ |
| Concentración Nacional             | PL, PR, PDoCh, PCT | 75     |
| Falange Radical Agrario Socialista | PAL, PRDe, PS, FN  | 30     |

| Partij                               | Stemmen | Percentage | Zetels | Verschil |
| ------------------------------------ | ------- | ---------- | ------ | -------- |
| Partido Radical                      | 100.869 | 21,7       | 34     | –5       |
| Partido Conservador Social Cristiano | 98.118  | 21,1       | 31     | –5       |
| Partido Liberal                      | 83.582  | 18,0       | 33     | +2       |
| Partido Agrario Laborista            | 38.742  | 8,3        | 14     | +11      |
| Partido Radical Democrático          | 23.248  | 5,0        | 8      | —        |
| Partido Socialista Popular           | 22.631  | 4,9        | 6      | —        |
| Partido Democrático                  | 20.682  | 4,5        | 6      | 0        |
| Falange Nacional                     | 18.221  | 3,9        | 3      | 0        |
| Partido Socialista                   | 15.676  | 3,4        | 5      | –1       |
| Partido Democrático del Pueblo       | 8.536   | 1,8        | 1      | —        |
| Partido Conservador Tradicionalista  | 7.485   | 1,6        | 2      | —        |
| Partido Liberal Progresista          | 6.431   | 1,4        | 2      | –1       |
| Partido Socialista Auténtico         | 5.125   | 1,1        | 1      | –2       |
| Partido Laborista                    | 5.105   | 1,1        | 1      | –        |
| Partido Radical Doctrinario          | 4.424   | 1,0        | 1      | –        |
| Movimiento Social Cristiano          | 2.018   | 0,4        | 1      | –        |
| Partido Democrático                  | 1.994   | 0,4        | 0      | –1       |
| Acción Renovadora                    | 1.985   | 0,4        | 0      | —        |
| Ongeldige stemmen/blanco stemmen     | 5.504   | –          | –      | –        |
| Totaal                               | 470.376 | 100        | 147    | 0        |
| Kiesgerechtigden/opkomst             | 591.994 | 79,5       | –      | –        |
| Bron: Nohlen                         |         |            |        |          |

### Senaat
- 20 van de 45 zetels verkiesbaar

| Partij                               | Stemmen | Percentage | Zetels |
| ------------------------------------ | ------- | ---------- | ------ |
| Partido Conservador Social Cristiano | 55.825  | 22,3       | 3      |
| Partido Liberal                      | 42.930  | 17,1       | 6      |
| Partido Agrario Laborista            | 42.230  | 16,9       | 3      |
| Partido Radical                      | 42.125  | 16,8       | 5      |
| Partido Socialista Auténtico         | 15.318  | 6,1        | 0      |
| Partido Radical Democrático          | 10.445  | 4,2        | 1      |
| Partido Democrático                  | 9.252   | 3,7        | 0      |
| Partido Socialista Popular           | 8.772   | 3,5        | 1      |
| Partido Radical Doctrinario          | 8.613   | 3,4        | 0      |
| Partido Socialista                   | 6.818   | 2,7        | 0      |
| Partido Liberal Progresista          | 6.002   | 2,4        | 0      |
| Falange Nacional                     | 2.222   | 0,8        | 1      |
| Ongeldige stemmen/blanco stemmen     | 2.351   | –          | –      |
| Totaal                               | 252.903 | 100        | 20     |
| Registered voters/turnout            | 316.186 | 80,0       | –      |
| Bron: Nohlen                         |         |            |        |

Totale samenstelling Senaat
| Partij                                         | Zetels |
| ---------------------------------------------- | ------ |
| Liberal                                        | 14     |
| Conservador (Tradicionalista)/Social Cristiano | 7      |
| Radical                                        | 10     |
| Democrático                                    | 1      |
| Agrario Laborista                              | 3      |
| Socialista                                     | 2      |
| Socialista Popular/Progresista Nacional        | 4      |
| Falange Nacional                               | 1      |
| Radical Democrático                            | 3      |
| Totaal                                         | 45     |